# Земфира (альбом)
«Земфира» — перший студійний альбом гурту «Земфіра», випущений 10 травня 1999 року на лейблі REAL Records.

## Про альбом
У 1997 році Земфіра, яка працювала тоді на радіостанції «Європа Плюс Уфа», користуючись місцевою студією звукозапису, починає записувати на студійний комп'ютер демо-версії своїх перших пісень. Альбом записується з 20 по 30 жовтня 1998 року в тон-студії «Мосфільм». Звукорежисером виступає Володимир Овчинников, саунд-продюсером — соліст групи «Мумий Тролль» Ілля Лагутенко. Окрім членів групи, в записі беруть участь музиканти «Мумий Тролль»: гітарист Юрій Цалер і барабанщик Олег Пунгін. Леонід Бурлаков, з яким Земфіра влітку 1998 року укладає контракт на запис альбому, зіграв важливу роль у створенні альбому, але його погляди і погляди самої Земфіри на альбом розходилися. Наприклад, він був проти появи в альбомі пісні «Синоптик». Земфіра ж хотіла виключити «Ариведерчи». У підсумку в альбомі з'явилися обидві пісні.
24 квітня планувався реліз альбому, але прес-конференція була перенесена на 8 травня, а сам реліз — на 10 травня. 8 травня в клубі «16 тонн» відбулася спільна презентація альбому і травневого номера журналу «ОМ», організацією якого займалися звукозаписна компанія Decade Music International, журнал «ОМ» і радіостанція «Європа+».

## Назва та оформлення
Земфіра зізнається, що назви пісень завжди давалися їй легше, ніж альбомів, і назви всіх її альбомів — дурні. Особливих роздумів з приводу назви альбому не було, і Земфіра з Бурлаковим досить швидко вирішили назвати альбом так само, як і групу.
Автором обкладинки вказаний бас-гітарист «Мумий Тролль». Повертаючись з Лондона, Земфіра з Бурлаковим побачили в одному з англійських журналів рекламу в дусі майбутньої обкладинки альбому. На одному з ринків в Солнцево, де жили Бурлаков, музиканти гурту «Мумий Тролль» і «Zемфира» купили схожі шпалери, які у відсканованому вигляді і потрапили на обкладинку.

## Критика
Реакція на дебют гурту була переважно позитивною. Лейтмотивами реакції критики на альбом стали порівняння Земфіри із Жанною Агузаровою та гуртом «Мумий Тролль» і неординарні особистісні тексти. За перші 6 місяців було продано більше 700 000 копій цього альбому. У листопаді 2010 року дебютний альбом групи був включений журналом «Афіша» в список «50 найкращих російських альбомів усіх часів. Вибір молодих музикантів», де зайняв п'яту сходинку. Рейтинг складався на основі опитування серед представників кількох десятків молодих музичних гуртів Росії. Пісні з альбому також включені в список 100 найкращих пісень російського року в XX столітті: «Ариведерчи» займає 27-у позицію, «Почему» — 50-у.

## Список композицій
Автор музики і слів — Земфіра Рамазанова. 
| #   | Назва        | Тривалість |
| --- | ------------ | ---------- |
| 1.  | «Почему»     | 4:45       |
| 2.  | «Снег»       | 2:35       |
| 3.  | «Синоптик»   | 3:45       |
| 4.  | «Ромашки»    | 3:27       |
| 5.  | «Маечки»     | 3:13       |
| 6.  | «СПИД»       | 3:35       |
| 7.  | «Румба»      | 3:09       |
| 8.  | «Скандал»    | 2:48       |
| 9.  | «Непошлое»   | 3:31       |
| 10. | «Припевочка» | 2:58       |
| 11. | «–140»       | 3:53       |
| 12. | «Ариведерчи» | 2:48       |
| 13. | «Ракеты»     | 2:49       |
| 14. | «Земфира»    | 3:58       |